# Karel Hartmann
Karel Hartmann (Příbram, Bohèmia, Imperi Austrohongarès, 6 de juliol de 1886 - Auschwitz, 16 d'octubre de 1944) va ser un jugador d'hoquei sobre gel txecoslovac que va competir a començaments del segle xx.
El 1920, un cop superada la Primera Guerra Mundial, va prendre part en els Jocs Olímpics d'Anvers, on guanyà la medalla de bronze en la competició d' hoquei sobre gel. Va disputar diversos Campionat d'Europa d'hoquei sobre gel. El 1921 guanyà la plata, el 1922 l'or i el 1923 el bronze.
El 1922 substituí a Paul Loicq com a vicepresident de la Federació Internacional d'Hoquei sobre gel.
Fill de pares jueus, s'havia convertit al cristianisme, però això no evita que amb l'ocupació de Txecoslovàquia pels alemanys fos empresonat juntament amb la seva família i deportat al camp de concentració de Theresienstadt el juliol de 1942. El 16 d'octubre de 1944 fou transferit a Auschwitz, on hauria mort aquell mateix dia juntament amb la seva esposa.